# Pyromania (Lied)
Pyromania (englisch für „Pyromanie“) ist ein Lied des deutschen Danceband Cascada, das im März 2010 erschien.

## Entstehung und Veröffentlichung
Das Lied wurde von den beiden Cascada-Mitgliedern Yann Peifer (Yanou) und Manuel Reuter (Manian) getextet, komponiert sowie produziert. Beim Schreibprozess bekam das Duo Unterstützung durch Allan Eshuijs. Für die Interpretation zeichnete Cascada-Mitglied Natalie Horler verantwortlich.
Die Erstveröffentlichung von Pyromania erfolgte als Single am 19. März 2010 bei den Musiklabels Zooland Records und Zeitgeist. Diese erschien zeitgleich als 2-Track-CD-Single mit einem Remix als B-Seite (Katalognummer: 06025736129) sowie als Maxi-Single zum Download, die fünf verschiedene Versionen des Liedes umfasst. Im Juni desselben Jahres erschien in den Vereinigten Staaten eine separate Download-Single, die insgesamt zwölf verschiedene Versionen des Liedes beinhaltet. Am 19. Juni 2011 erschien das Lied als Teil von Cascadas vierten Studioalbum Original Me (Katalognummer: 2774347), dessen erste Singleauskopplung es ist.

## Musikvideo
Das dazugehörige Musikvideo wurde am 17. Februar 2010 auf der Videoplattform YouTube veröffentlicht. Am Anfang ist eine Gruppe von Tänzern zu sehen. Sie tragen Helme und singen den Begleitgesang. Die Tänzer sind immer abwechselnd mit der in einem Ring sitzenden Natalie Horler zu sehen, die die passenden Mundbewegungen zur Musik macht. Das Video endet mit einer Flamme, die vor der Sängerin in die Höhe schießt, wodurch man nichts mehr sieht. Bis Juli 2025 zählte das Video über 1,8 Millionen Aufrufe.

## Chartplatzierungen
| ChartsChartplatzierungen     | Höchstplatzierung | Wochen |
| ---------------------------- | ----------------- | ------ |
| Deutschland (GfK)            | 21 (11 Wo.)       | 11     |
| Österreich (Ö3)              | 26 (10 Wo.)       | 10     |
| Vereinigtes Königreich (OCC) | 60 (1 Wo.)        | 1      |